# Stagmatoptera binotata
Stagmatoptera binotata es una especie de mantis de la familia Mantidae.

## Distribución geográfica
Se encuentra en Brasil, Ecuador y Venezuela.